# VM i landevejscykling 2022 – Enkeltstart (herrer)
Herrernes enkeltstart ved VM i landevejscykling 2022 er den 29. udgave af mesterskabet. Den bliver afholdt søndag den 18. september 2022 på en 34,2 km lang flad rute med start og slut nær marinekysten i Wollongong.

## Hold og ryttere
| Landshold (31)- Italien - Belgien - Slovenien - Schweiz - Holland - Storbritannien - Frankrig - Polen - Danmark - Portugal - Kasakhstan - Norge - Colombia - USA - Sydafrika - Panama - Indonesien - Serbien - Australien - Spanien - Tyskland - Litauen - Canada - Hongkong - Ukraine - Britiske Jomfruøer - Mongoliet - Bangladesh - Guam - Kina - Malta |
| |

### Danske ryttere
- Magnus Cort
- Mikkel Bjerg[2][3]

## Resultater
| \| Samlede stilling \| Samlede stilling \| Samlede stilling \| Samlede stilling \| Samlede stilling \| \| Rytter \| Rytter \| Hold \| Tid \| \| \| ---------------- \| ---------------- \| ---------------- \| ---------------- \| ---------------- \| \| 1. \| Tobias Foss \| Norge \| 40' 02" \| \| \| 2. \| Stefan Küng \| Schweiz \| + 3" \| \| \| 3. \| Remco Evenepoel \| Belgien \| + 9" \| \| \| 4. \| Ethan Hayter \| Storbritannien \| + 40" \| \| \| 5. \| Stefan Bissegger \| Schweiz \| + 47" \| \| \| 6. \| Tadej Pogačar \| Slovenien \| + 48" \| \| \| 7. \| Filippo Ganna \| Italien \| + 56" \| \| \| 8. \| Nelson Oliveira \| Portugal \| + 59" \| \| \| 9. \| Yves Lampaert \| Belgien \| + 1' 09" \| \| \| 10. \| Bruno Armirail \| Frankrig \| + 1' 10" \| \| \| 11. \| Rémi Cavagna \| Frankrig \| + 1' 15" \| \| \| 12. \| Luke Plapp \| Australien \| + 1' 24" \| \| \| 13. \| Edoardo Affini \| Italien \| + 1' 08" \| \| \| 14. \| Mikkel Bjerg \| Danmark \| + 1' 30" \| \| \| 15. \| Matteo Sobrero \| Italien \| + 1' 34" \| \| \| 16. \| Nikias Arndt \| Tyskland \| + 1' 43" \| \| \| 17. \| Magnus Sheffield \| USA \| + 1' 44" \| \| \| 18. \| Maciej Bodnar \| Polen \| + 1' 49" \| \| \| 19. \| Derek Gee \| Canada \| + 1' 59" \| \| \| 20. \| Miguel Heidemann \| Tyskland \| + 2' 01" \| \| |                  |                |          |
| |                  |                |          |
| Kilde: ProCyclingStats |                  |                |          |
| Samlede stilling |                  |                |          |
| Rytter | Rytter           | Hold           | Tid      |
| 1. | Tobias Foss      | Norge          | 40' 02"  |
| 2. | Stefan Küng      | Schweiz        | + 3"     |
| 3. | Remco Evenepoel  | Belgien        | + 9"     |
| 4. | Ethan Hayter     | Storbritannien | + 40"    |
| 5. | Stefan Bissegger | Schweiz        | + 47"    |
| 6. | Tadej Pogačar    | Slovenien      | + 48"    |
| 7. | Filippo Ganna    | Italien        | + 56"    |
| 8. | Nelson Oliveira  | Portugal       | + 59"    |
| 9. | Yves Lampaert    | Belgien        | + 1' 09" |
| 10. | Bruno Armirail   | Frankrig       | + 1' 10" |
| 11. | Rémi Cavagna     | Frankrig       | + 1' 15" |
| 12. | Luke Plapp       | Australien     | + 1' 24" |
| 13. | Edoardo Affini   | Italien        | + 1' 08" |
| 14. | Mikkel Bjerg     | Danmark        | + 1' 30" |
| 15. | Matteo Sobrero   | Italien        | + 1' 34" |
| 16. | Nikias Arndt     | Tyskland       | + 1' 43" |
| 17. | Magnus Sheffield | USA            | + 1' 44" |
| 18. | Maciej Bodnar    | Polen          | + 1' 49" |
| 19. | Derek Gee        | Canada         | + 1' 59" |
| 20. | Miguel Heidemann | Tyskland       | + 2' 01" |

### Startliste
| Italien ITA | Italien ITA   | Italien ITA |
| ----------- | ------------- | ----------- |
| Nr.         | Rytter        | Placering   |
| 1           | Filippo Ganna | 7.          |

| Belgien BEL | Belgien BEL     | Belgien BEL |
| ----------- | --------------- | ----------- |
| Nr.         | Rytter          | Placering   |
| 2           | Remco Evenepoel | 3.          |

| Slovenien SLO | Slovenien SLO | Slovenien SLO |
| ------------- | ------------- | ------------- |
| Nr.           | Rytter        | Placering     |
| 3             | Tadej Pogačar | 6.            |

| Schweiz SUI | Schweiz SUI | Schweiz SUI |
| ----------- | ----------- | ----------- |
| Nr.         | Rytter      | Placering   |
| 4           | Stefan Küng | 2.          |

| Holland NED | Holland NED   | Holland NED |
| ----------- | ------------- | ----------- |
| Nr.         | Rytter        | Placering   |
| 5           | Bauke Mollema | 25.         |

| Storbritannien GBR | Storbritannien GBR | Storbritannien GBR |
| ------------------ | ------------------ | ------------------ |
| Nr.                | Rytter             | Placering          |
| 6                  | Ethan Hayter       | 4.                 |

| Frankrig FRA | Frankrig FRA | Frankrig FRA |
| ------------ | ------------ | ------------ |
| Nr.          | Rytter       | Placering    |
| 7            | Rémi Cavagna | 11.          |

| Polen POL | Polen POL     | Polen POL |
| --------- | ------------- | --------- |
| Nr.       | Rytter        | Placering |
| 8         | Maciej Bodnar | 18.       |

| Danmark DEN | Danmark DEN  | Danmark DEN |
| ----------- | ------------ | ----------- |
| Nr.         | Rytter       | Placering   |
| 9           | Mikkel Bjerg | 14.         |

| Portugal POR | Portugal POR    | Portugal POR |
| ------------ | --------------- | ------------ |
| Nr.          | Rytter          | Placering    |
| 10           | Nelson Oliveira | 8.           |

| Kasakhstan KAZ | Kasakhstan KAZ   | Kasakhstan KAZ |
| -------------- | ---------------- | -------------- |
| Nr.            | Rytter           | Placering      |
| 11             | Jevgenij Fedorov | 28.            |

| Norge NOR | Norge NOR   | Norge NOR |
| --------- | ----------- | --------- |
| Nr.       | Rytter      | Placering |
| 12        | Tobias Foss | 1.        |

| Colombia COL | Colombia COL      | Colombia COL |
| ------------ | ----------------- | ------------ |
| Nr.          | Rytter            | Placering    |
| 13           | Rodrigo Contreras | 31.          |

| USA USA | USA USA          | USA USA   |
| ------- | ---------------- | --------- |
| Nr.     | Rytter           | Placering |
| 14      | Magnus Sheffield | 17.       |

| Sydafrika RSA | Sydafrika RSA | Sydafrika RSA |
| ------------- | ------------- | ------------- |
| Nr.           | Rytter        | Placering     |
| 15            | Gustav Basson | DNS           |

| Panama PAN | Panama PAN        | Panama PAN |
| ---------- | ----------------- | ---------- |
| Nr.        | Rytter            | Placering  |
| 16         | Christofer Jurado | 35.        |

| Indonesien INA | Indonesien INA | Indonesien INA |
| -------------- | -------------- | -------------- |
| Nr.            | Rytter         | Placering      |
| 17             | Aiman Cahyadi  | 40.            |

| Serbien SRB | Serbien SRB | Serbien SRB |
| ----------- | ----------- | ----------- |
| Nr.         | Rytter      | Placering   |
| 18          | Ognjen Ilić | 30.         |

| Australien AUS | Australien AUS | Australien AUS |
| -------------- | -------------- | -------------- |
| Nr.            | Rytter         | Placering      |
| 19             | Luke Durbridge | DNS            |

| Spanien ESP | Spanien ESP  | Spanien ESP |
| ----------- | ------------ | ----------- |
| Nr.         | Rytter       | Placering   |
| 20          | Oier Lazkano | 29.         |

| Tyskland GER | Tyskland GER     | Tyskland GER |
| ------------ | ---------------- | ------------ |
| Nr.          | Rytter           | Placering    |
| 21           | Miguel Heidemann | 20.          |

| Litauen LTU | Litauen LTU      | Litauen LTU |
| ----------- | ---------------- | ----------- |
| Nr.         | Rytter           | Placering   |
| 22          | Venantas Lašinis | 33.         |

| Canada CAN | Canada CAN | Canada CAN |
| ---------- | ---------- | ---------- |
| Nr.        | Rytter     | Placering  |
| 23         | Derek Gee  | 19.        |

| Hongkong HKG | Hongkong HKG | Hongkong HKG |
| ------------ | ------------ | ------------ |
| Nr.          | Rytter       | Placering    |
| 24           | Lau Wan Yau  | 38.          |

| Ukraine UKR | Ukraine UKR        | Ukraine UKR |
| ----------- | ------------------ | ----------- |
| Nr.         | Rytter             | Placering   |
| 25          | Mykhajlo Kononenko | 43.         |

| Britiske Jomfruøer IVB | Britiske Jomfruøer IVB | Britiske Jomfruøer IVB |
| ---------------------- | ---------------------- | ---------------------- |
| Nr.                    | Rytter                 | Placering              |
| 26                     | Darel Christopher Jr.  | 45.                    |

| Mongoliet MGL | Mongoliet MGL           | Mongoliet MGL |
| ------------- | ----------------------- | ------------- |
| Nr.           | Rytter                  | Placering     |
| 27            | Bilguunjargal Erdenebat | 39.           |

| Bangladesh BAN | Bangladesh BAN | Bangladesh BAN |
| -------------- | -------------- | -------------- |
| Nr.            | Rytter         | Placering      |
| 28             | Drabir Alam    | 48.            |

| Italien ITA | Italien ITA    | Italien ITA |
| ----------- | -------------- | ----------- |
| Nr.         | Rytter         | Placering   |
| 29          | Matteo Sobrero | 15.         |

| Danmark DEN | Danmark DEN | Danmark DEN |
| ----------- | ----------- | ----------- |
| Nr.         | Rytter      | Placering   |
| 30          | Magnus Cort | 21.         |

| Schweiz SUI | Schweiz SUI      | Schweiz SUI |
| ----------- | ---------------- | ----------- |
| Nr.         | Rytter           | Placering   |
| 31          | Stefan Bissegger | 5.          |

| Belgien BEL | Belgien BEL   | Belgien BEL |
| ----------- | ------------- | ----------- |
| Nr.         | Rytter        | Placering   |
| 32          | Yves Lampaert | 9.          |

| Frankrig FRA | Frankrig FRA   | Frankrig FRA |
| ------------ | -------------- | ------------ |
| Nr.          | Rytter         | Placering    |
| 33           | Bruno Armirail | 10.          |

| Portugal POR | Portugal POR | Portugal POR |
| ------------ | ------------ | ------------ |
| Nr.          | Rytter       | Placering    |
| 34           | João Almeida | DNS          |

| Norge NOR | Norge NOR          | Norge NOR |
| --------- | ------------------ | --------- |
| Nr.       | Rytter             | Placering |
| 35        | Andreas Leknessund | 24.       |

| Kasakhstan KAZ | Kasakhstan KAZ   | Kasakhstan KAZ |
| -------------- | ---------------- | -------------- |
| Nr.            | Rytter           | Placering      |
| 36             | Aleksej Lutsenko | 27.            |

| USA USA | USA USA         | USA USA   |
| ------- | --------------- | --------- |
| Nr.     | Rytter          | Placering |
| 37      | Neilson Powless | 22.       |

| Tyskland GER | Tyskland GER | Tyskland GER |
| ------------ | ------------ | ------------ |
| Nr.          | Rytter       | Placering    |
| 38           | Nikias Arndt | 16.          |

| Holland NED | Holland NED | Holland NED |
| ----------- | ----------- | ----------- |
| Nr.         | Rytter      | Placering   |
| 39          | Daan Hoole  | 23.         |

| Guam GUM | Guam GUM         | Guam GUM  |
| -------- | ---------------- | --------- |
| Nr.      | Rytter           | Placering |
| 40       | Edward Oingerang | 47.       |

| Kina CHN | Kina CHN     | Kina CHN  |
| -------- | ------------ | --------- |
| Nr.      | Rytter       | Placering |
| 41       | Xu Changquan | 46.       |

| Malta MLT | Malta MLT       | Malta MLT |
| --------- | --------------- | --------- |
| Nr.       | Rytter          | Placering |
| 42        | Alexander Smyth | 42.       |

| Italien ITA | Italien ITA    | Italien ITA |
| ----------- | -------------- | ----------- |
| Nr.         | Rytter         | Placering   |
| 43          | Edoardo Affini | 13.         |

| Indonesien INA | Indonesien INA       | Indonesien INA |
| -------------- | -------------------- | -------------- |
| Nr.            | Rytter               | Placering      |
| 44             | Muhammad Abdurrahman | 41.            |

| Panama PAN | Panama PAN       | Panama PAN |
| ---------- | ---------------- | ---------- |
| Nr.        | Rytter           | Placering  |
| 45         | Bolivar Espinosa | 36.        |

| Kasakhstan KAZ | Kasakhstan KAZ | Kasakhstan KAZ |
| -------------- | -------------- | -------------- |
| Nr.            | Rytter         | Placering      |
| 46             | Jurij Natarov  | 32.            |

| Canada CAN | Canada CAN     | Canada CAN |
| ---------- | -------------- | ---------- |
| Nr.        | Rytter         | Placering  |
| 47         | Matteo Dal-Cin | 26.        |

| Australien AUS | Australien AUS | Australien AUS |
| -------------- | -------------- | -------------- |
| Nr.            | Rytter         | Placering      |
| 48             | Luke Plapp     | 12.            |

| Hongkong HKG | Hongkong HKG | Hongkong HKG |
| ------------ | ------------ | ------------ |
| Nr.          | Rytter       | Placering    |
| 50           | Ng Sum Lui   | 44.          |

| Ukraine UKR | Ukraine UKR         | Ukraine UKR |
| ----------- | ------------------- | ----------- |
| Nr.         | Rytter              | Placering   |
| 51          | Vitalii Novakowskyi | 37.         |

| Malta MLT | Malta MLT      | Malta MLT |
| --------- | -------------- | --------- |
| Nr.       | Rytter         | Placering |
| 52        | Daniel Bonello | 34.       |

| Italien ITA | Italien ITA   | Italien ITA |
| ----------- | ------------- | ----------- |
| Nr.         | Rytter        | Placering   |
| 1           | Filippo Ganna | 7.          |

| Belgien BEL | Belgien BEL     | Belgien BEL |
| ----------- | --------------- | ----------- |
| Nr.         | Rytter          | Placering   |
| 2           | Remco Evenepoel | 3.          |

| Slovenien SLO | Slovenien SLO | Slovenien SLO |
| ------------- | ------------- | ------------- |
| Nr.           | Rytter        | Placering     |
| 3             | Tadej Pogačar | 6.            |

| Schweiz SUI | Schweiz SUI | Schweiz SUI |
| ----------- | ----------- | ----------- |
| Nr.         | Rytter      | Placering   |
| 4           | Stefan Küng | 2.          |

| Holland NED | Holland NED   | Holland NED |
| ----------- | ------------- | ----------- |
| Nr.         | Rytter        | Placering   |
| 5           | Bauke Mollema | 25.         |

| Storbritannien GBR | Storbritannien GBR | Storbritannien GBR |
| ------------------ | ------------------ | ------------------ |
| Nr.                | Rytter             | Placering          |
| 6                  | Ethan Hayter       | 4.                 |

| Frankrig FRA | Frankrig FRA | Frankrig FRA |
| ------------ | ------------ | ------------ |
| Nr.          | Rytter       | Placering    |
| 7            | Rémi Cavagna | 11.          |

| Polen POL | Polen POL     | Polen POL |
| --------- | ------------- | --------- |
| Nr.       | Rytter        | Placering |
| 8         | Maciej Bodnar | 18.       |

| Danmark DEN | Danmark DEN  | Danmark DEN |
| ----------- | ------------ | ----------- |
| Nr.         | Rytter       | Placering   |
| 9           | Mikkel Bjerg | 14.         |

| Portugal POR | Portugal POR    | Portugal POR |
| ------------ | --------------- | ------------ |
| Nr.          | Rytter          | Placering    |
| 10           | Nelson Oliveira | 8.           |

| Kasakhstan KAZ | Kasakhstan KAZ   | Kasakhstan KAZ |
| -------------- | ---------------- | -------------- |
| Nr.            | Rytter           | Placering      |
| 11             | Jevgenij Fedorov | 28.            |

| Norge NOR | Norge NOR   | Norge NOR |
| --------- | ----------- | --------- |
| Nr.       | Rytter      | Placering |
| 12        | Tobias Foss | 1.        |

| Colombia COL | Colombia COL      | Colombia COL |
| ------------ | ----------------- | ------------ |
| Nr.          | Rytter            | Placering    |
| 13           | Rodrigo Contreras | 31.          |

| USA USA | USA USA          | USA USA   |
| ------- | ---------------- | --------- |
| Nr.     | Rytter           | Placering |
| 14      | Magnus Sheffield | 17.       |

| Sydafrika RSA | Sydafrika RSA | Sydafrika RSA |
| ------------- | ------------- | ------------- |
| Nr.           | Rytter        | Placering     |
| 15            | Gustav Basson | DNS           |

| Panama PAN | Panama PAN        | Panama PAN |
| ---------- | ----------------- | ---------- |
| Nr.        | Rytter            | Placering  |
| 16         | Christofer Jurado | 35.        |

| Indonesien INA | Indonesien INA | Indonesien INA |
| -------------- | -------------- | -------------- |
| Nr.            | Rytter         | Placering      |
| 17             | Aiman Cahyadi  | 40.            |

| Serbien SRB | Serbien SRB | Serbien SRB |
| ----------- | ----------- | ----------- |
| Nr.         | Rytter      | Placering   |
| 18          | Ognjen Ilić | 30.         |

| Australien AUS | Australien AUS | Australien AUS |
| -------------- | -------------- | -------------- |
| Nr.            | Rytter         | Placering      |
| 19             | Luke Durbridge | DNS            |

| Spanien ESP | Spanien ESP  | Spanien ESP |
| ----------- | ------------ | ----------- |
| Nr.         | Rytter       | Placering   |
| 20          | Oier Lazkano | 29.         |

| Tyskland GER | Tyskland GER     | Tyskland GER |
| ------------ | ---------------- | ------------ |
| Nr.          | Rytter           | Placering    |
| 21           | Miguel Heidemann | 20.          |

| Litauen LTU | Litauen LTU      | Litauen LTU |
| ----------- | ---------------- | ----------- |
| Nr.         | Rytter           | Placering   |
| 22          | Venantas Lašinis | 33.         |

| Canada CAN | Canada CAN | Canada CAN |
| ---------- | ---------- | ---------- |
| Nr.        | Rytter     | Placering  |
| 23         | Derek Gee  | 19.        |

| Hongkong HKG | Hongkong HKG | Hongkong HKG |
| ------------ | ------------ | ------------ |
| Nr.          | Rytter       | Placering    |
| 24           | Lau Wan Yau  | 38.          |

| Ukraine UKR | Ukraine UKR        | Ukraine UKR |
| ----------- | ------------------ | ----------- |
| Nr.         | Rytter             | Placering   |
| 25          | Mykhajlo Kononenko | 43.         |

| Britiske Jomfruøer IVB | Britiske Jomfruøer IVB | Britiske Jomfruøer IVB |
| ---------------------- | ---------------------- | ---------------------- |
| Nr.                    | Rytter                 | Placering              |
| 26                     | Darel Christopher Jr.  | 45.                    |

| Mongoliet MGL | Mongoliet MGL           | Mongoliet MGL |
| ------------- | ----------------------- | ------------- |
| Nr.           | Rytter                  | Placering     |
| 27            | Bilguunjargal Erdenebat | 39.           |

| Bangladesh BAN | Bangladesh BAN | Bangladesh BAN |
| -------------- | -------------- | -------------- |
| Nr.            | Rytter         | Placering      |
| 28             | Drabir Alam    | 48.            |

| Italien ITA | Italien ITA    | Italien ITA |
| ----------- | -------------- | ----------- |
| Nr.         | Rytter         | Placering   |
| 29          | Matteo Sobrero | 15.         |

| Danmark DEN | Danmark DEN | Danmark DEN |
| ----------- | ----------- | ----------- |
| Nr.         | Rytter      | Placering   |
| 30          | Magnus Cort | 21.         |

| Schweiz SUI | Schweiz SUI      | Schweiz SUI |
| ----------- | ---------------- | ----------- |
| Nr.         | Rytter           | Placering   |
| 31          | Stefan Bissegger | 5.          |

| Belgien BEL | Belgien BEL   | Belgien BEL |
| ----------- | ------------- | ----------- |
| Nr.         | Rytter        | Placering   |
| 32          | Yves Lampaert | 9.          |

| Frankrig FRA | Frankrig FRA   | Frankrig FRA |
| ------------ | -------------- | ------------ |
| Nr.          | Rytter         | Placering    |
| 33           | Bruno Armirail | 10.          |

| Portugal POR | Portugal POR | Portugal POR |
| ------------ | ------------ | ------------ |
| Nr.          | Rytter       | Placering    |
| 34           | João Almeida | DNS          |

| Norge NOR | Norge NOR          | Norge NOR |
| --------- | ------------------ | --------- |
| Nr.       | Rytter             | Placering |
| 35        | Andreas Leknessund | 24.       |

| Kasakhstan KAZ | Kasakhstan KAZ   | Kasakhstan KAZ |
| -------------- | ---------------- | -------------- |
| Nr.            | Rytter           | Placering      |
| 36             | Aleksej Lutsenko | 27.            |

| USA USA | USA USA         | USA USA   |
| ------- | --------------- | --------- |
| Nr.     | Rytter          | Placering |
| 37      | Neilson Powless | 22.       |

| Tyskland GER | Tyskland GER | Tyskland GER |
| ------------ | ------------ | ------------ |
| Nr.          | Rytter       | Placering    |
| 38           | Nikias Arndt | 16.          |

| Holland NED | Holland NED | Holland NED |
| ----------- | ----------- | ----------- |
| Nr.         | Rytter      | Placering   |
| 39          | Daan Hoole  | 23.         |

| Guam GUM | Guam GUM         | Guam GUM  |
| -------- | ---------------- | --------- |
| Nr.      | Rytter           | Placering |
| 40       | Edward Oingerang | 47.       |

| Kina CHN | Kina CHN     | Kina CHN  |
| -------- | ------------ | --------- |
| Nr.      | Rytter       | Placering |
| 41       | Xu Changquan | 46.       |

| Malta MLT | Malta MLT       | Malta MLT |
| --------- | --------------- | --------- |
| Nr.       | Rytter          | Placering |
| 42        | Alexander Smyth | 42.       |

| Italien ITA | Italien ITA    | Italien ITA |
| ----------- | -------------- | ----------- |
| Nr.         | Rytter         | Placering   |
| 43          | Edoardo Affini | 13.         |

| Indonesien INA | Indonesien INA       | Indonesien INA |
| -------------- | -------------------- | -------------- |
| Nr.            | Rytter               | Placering      |
| 44             | Muhammad Abdurrahman | 41.            |

| Panama PAN | Panama PAN       | Panama PAN |
| ---------- | ---------------- | ---------- |
| Nr.        | Rytter           | Placering  |
| 45         | Bolivar Espinosa | 36.        |

| Kasakhstan KAZ | Kasakhstan KAZ | Kasakhstan KAZ |
| -------------- | -------------- | -------------- |
| Nr.            | Rytter         | Placering      |
| 46             | Jurij Natarov  | 32.            |

| Canada CAN | Canada CAN     | Canada CAN |
| ---------- | -------------- | ---------- |
| Nr.        | Rytter         | Placering  |
| 47         | Matteo Dal-Cin | 26.        |

| Australien AUS | Australien AUS | Australien AUS |
| -------------- | -------------- | -------------- |
| Nr.            | Rytter         | Placering      |
| 48             | Luke Plapp     | 12.            |

| Hongkong HKG | Hongkong HKG | Hongkong HKG |
| ------------ | ------------ | ------------ |
| Nr.          | Rytter       | Placering    |
| 50           | Ng Sum Lui   | 44.          |

| Ukraine UKR | Ukraine UKR         | Ukraine UKR |
| ----------- | ------------------- | ----------- |
| Nr.         | Rytter              | Placering   |
| 51          | Vitalii Novakowskyi | 37.         |

| Malta MLT | Malta MLT      | Malta MLT |
| --------- | -------------- | --------- |
| Nr.       | Rytter         | Placering |
| 52        | Daniel Bonello | 34.       |